# 졸업 (드라마)
《졸업》은 2024년 5월 11일부터 2024년 6월 30일까지 방송된 tvN 토일 드라마다.

## 기획의도
스타 강사 서혜진과 신입 강사로 나타난 발칙한 제자 이준호. 대치동에 밤이 내리면 이토록 설레는 미드나잇 로맨스가 시작된다. 우리가 미처 몰랐던 학원 강사들의 다채롭고 밀도 있는 이야기

## 제작진

### 기획
- 스튜디오드래곤

### 제작사
- JS픽쳐스

### 제작
- 이진석
- 이창호

### 극본
- 박경화

### 연출
- 안판석

## 등장 인물

### 주요 인물
- 정려원 : 서혜진 (35세) 역 - “한 10년쯤 내 인생엔 변수가 없었어. 나 진짜 아무 문제 없었어. 근데 너가 들어오고 나서 매일매일이 사건 사고야.”

빈틈없는 단정함. 포기를 모르는 인내심의 소유자이자 인근 고등학교 내신 국어 만점자를 가장 많이 배출하는 스타 강사 중 하나다. 8등급의 꼴통 준호를 3년 내내 붙들고 가르쳐 기적의 1등급으로 만들면서 강남 대치동에 이름을 날리기 시작하였다. 그렇게 자랑스러웠던 나의 제자가 남자가 되어 눈앞에 나타났다. 그것도 잘 다니는 줄 알았던 대기업에 사표를 던지고. 습관처럼 불쑥 고개를 들이미는 녀석의 눈에서 존경과 신뢰가 아닌 다른 그 어떠한 감정이 읽힌다. 스승 된 도리로 의젓하게 그 마음을 외면해 보려하는데... "이준호 선생님. 나 너 신경쓰여."
- 위하준 : 이준호 (29세) 역 - “눈치 못 챘을 리가 없어요. 이준호 첫사랑이 서혜진인거.”

대기업 월급이 성에 차지 않는 야망 가득한 기적의 1등급 대치동 키드. 훤칠한 외모, 어디 나가도 빠지지 않는 입담, 거기에 자신에게 이식된 대치동의 노하우와 정서까지. 자신의 상품성을 가장 극대화하여 꿈을 펼칠 수 있는 '필드'는 학원이 아닌가 싶다. 그렇게 선택한 곳이 자신을 1등급으로 만들어 준 은사 혜진이 있는 학원. 그런데 은사의 반대가 의외로 너무나 격렬하다. 있던 곳으로 돌아가라고 설득을 하는 혜진의 눈을 오랜만에 길게 보았다. 나의 고3 생활에 함께 밤잠을 설치고, 나의 합격에 나보다 더 기뻐하던 그 눈에서 그때보다 더한 간절함이 읽힌다. 혜진의 눈을 보며 애써 눌러왔던 감정이 다시 올라온다. 그 마음을 느끼는 순간 정말로 돌아갈 수 없게 되어버렸다.

### 대치 체이스 학원 사람들
- 소주연 : 남청미 (32세) 역 - 국어과 신임 강사

상계동 소형 학원의 국어강사로 일하며 계속 대치동의 채용 공고를 뒤졌다, 그렇게 여러 번의 도전 끝에 혜진의 팀원이 된다. 이 길을 선택한 것에 후회는 없다. 아니, 이왕 들어선 길 최고가 되어보겠다. 대치동은 꿈의 필드다. 우선 이 학원을 발판으로 이름을 알린 후 전국구가 될 것이다. 명문대를 나오지 않았다는 본인의 학력이 학원계에선 '약점'으로 꼽히는 스펙인데, 이를 만회하기 위해 성실히 연구하고 강의 준비를 하는 노력파이기도 하다. 학원강사로서의 삶에 완전히 몰입할 계획이었지만 뜻밖의 파워 오브 러브를 경험한다.
- 김종태 : 김현탁 (45세) 역 - 원장

지인들에게 쫓기며 살 수 없어 빚 갚으려고 시작한 것이 학원강사였고 짧은 경력에 놀랄 만한 성과를 거뒀다, 3년 만에 교실 두 개짜리 자기 학원을 열었고 그때 아르바이트생으로 고용한 것이 혜진이다. 혜진이 한번씩 학교로 돌아가려고 할 때마다 시의적절하게 당근을 던져 지금까지 잘 눌러앉혔고, 개국공신이자 14년 근속의 대표 강사로 키워냈다. 강사 한 명에게 학생들의 인기가 집중되는 것을 경계해 새로운 슈퍼루키를 찾고 있다.
- 김정영 : 우승희 (50세) 역 - 부원장

본인 학원을 운영하던 중 김현탁 원장이 학원의 인수를 제안하며 건넨 목돈으로 갖고있던 마지막 빚을 다 털었다, 처음엔 빚을 다 정리한 것이 그저 좋았는데 시간이 지날수록 아깝다는 생각이 든다. 학원이 이렇게 잘될 줄 몰랐다. 학원 시장의 지각변동고 예측하지 못했다. 한마디로 김현탁 원장의 통찰력에 당한 것이다. 지금 자신에게 주어진 '부원장'이라는 타이틀에 만족하기엔 원장이 가진 떡이 너무 크다. 자신에게 아마도 다시 한번 기회가 주어지지 않을까 생각한다.
- 길해연 : 김효임 (54세) 역 - 상담 실장

아들들 입시 치르면서 반 전문가가 됐고 한때 대치동을 휩쓸었던 '돼지엄마'가 되는 대신 학원 상담실에서 일하며 제2의 인생을 찾았다. 언젠가 괜찮은 쩐주를 잡거나 남편을 설득하는 데 성공해 자기 학원을 개원하겠다는 생각을 가지고 있다.
- 장인섭 : 윤지석 (40세) 역 - 영어과 1팀장

학원에서 제법 인기 많은 영어강사, 국어/논술 전문으로 시작한 지금 학원이 최초로 영어과를 신설했을 때 합류한 초기 멤버로, 현탁을 제외하고 서혜진에게 '혜진아'라고 부를 수 있는 유일한 인물. 짧으면 10분, 길면 30분. 혜진과 나누는 작은 담소와 티타임이 하루 중 가장 즐거운 시간이다. 더 이상의 욕심을 부릴 생각은 해보지도 않았다. 안전하고 안락한 짝사랑의 둥지 안에 고요히 몸을 낮추고 있을 뿐.
- 이시훈 : 이명준 (40세) 역 - 국어과 2팀장

승희가 운영하는 학원에 있을 때는 명실공히 학원에서 최고 지위를 가진 국어강사였는데 학원 합병 이후 서혜진에게 밀려 2인자로 내려앉았다.
- 양조아 : 민희주 (37세) 역 - 사회과 팀장

국어/영어가 주력인 학원에서 '비주류' 과목을 맡고 있지만 나름대로 탄탄하게 자기 입지를 다져놨다, 한 번씩 대형 인강 업체에 슬며시 오디션을 보러 다니지만 나이에서 밀려 번번히 고배를 마신다.
- 안현호 : 김채윤 (28세) 역 - 국어과 강사

혜진이 3년째 데리고 있는 팀원이다, 최상위권 여자대학 국어교육과를 졸업했다. 지금도 소개팅만 나가면 애프터는 100%이지만 보통 직장인들과 사이클이 달라 연애로 이어지지 않아 속이 터지던 차에 입사한 준호에게 호감을 갖게 된다.
- 육현석 : 장일도 (38세) 역 - 영어과 2팀장

임용고시에 합격했으나 학원에 들어온 학교 출신의 영어과 팀장.
- 임진효 : 신대백 (35세) 역 - 영어과 신임 강사

학원 강의 경력은 10년차 베테랑이지만 전임강사로 일하는 것은 처음이다, 심성 자체가 진중하고 부드러운 사람이라 곧 사람들과 잘 어울리게 된다.
- 장소연 : 최지은 (35세) 역 - 지원 팀장

"최지은이 알면 전 지구가 알게 된다."는 것이 학원의 정설, 규모도 작고 간혹 시스템이랄 게 없는 학원이라해도 마음 편하고 아이들이나 선생님들 상대하는 것이 좋아 대치체이스에 몸 담고 있다.

### 최선 국어 사람들
- 서정연 : 최형선 (60세) 역 - 최선국어 원장

일명 백발마녀, 20년간 대치동 희원고등학교 최다수강생을 보유하고 막강한 부와 명성을 누리고 있는 현역 강사이자 국어학원 원장. 깔끔하게 빗어 넘긴 백발, 먼지 한톨 없는 명품 구두와 단정한 차림새, 낮은 음성과 카리스마로 망아지 같은 남자고등학생들을 압도한다. 희원고에서 15년간 교편을 잡다가 사교육계로 뛰어든 지 1년 만에 입소문을 타고 공부방을 학원으로 키워냈다. 인근 고등학교 출신 교사들을 높은 연봉에 영입해 학원생들을 끌어들이는 것으로도 유명하다. 그런데 요새 안팎으로 '서혜진' 이름이 많이 들린다. 알면알수록... 내 학원에 영입하고 싶은 탐나는 강사이다.
- 이규성 : 박기성 (42세) 역 - 형선의 조교

센스도, 주변머리도, 일머리도 없어 "죄송합니다"가 입에 붙은 최형선의 조교. 대치동에서 최형선이 유명한 만큼 기성도 유명해질 법도 한데 베일에 싸인 인물이다.

### 준호의 주변 인물
- 신주협 : 최승규 (29세) 역 - 준호의 절친

준호와 같은 대치동 키드, 인서울 중위권대학 사학과 졸업 후 취업을 포기하고 대학원에 진학, 중국고대를 전공하고 있다. 중고등학교 절친들과 다르게 대치동 원주민도 아니었고, 명문대에 들어가지도 못해 스스로 실패자라고 생각하는 시니컬한 측면이 있지만 둥글둥글한 준호와 죽이 잘 맞아 지금껏 그래도 베스트 프렌드로 지낸다. 준호가 학원에 투신하겠다고 했을 때도 "미친놈" 한마디 하고 넘어가는 쿨한 면모가 있었는데 청미의 얼굴을 본 후 도저히 쿨해지지가 않게 된다.
- 윤복인 : 오정화 (55세) 역 - 준호의 어머니, 택열의 아내.

준호의 모친. 대치동에서 아들 셋을 싹 다 명문대에 보내며 한때 '돼지엄마'로 이름을 날렸다. 돼지엄마의 명성은 옛추억이 되었지만 여전히 대치동 원주민으로서 자존심을 지키며 살아가고 있다.
- 오만석 : 이택열 (60세) 역 - 준호의 아버지, 정화의 남편.

대기업 증권사 임원 출신. 운 좋게 강남에 마련한 아파트 한 채가 든든한 뒷배가 되어주고, 좋은 대학에 들어간 아들들을 보며 인생의 성공이라 생각한다. 현재는 중소기업의 임원으로 성실히 가장의 역할을 하루하루 수행중이다.

### 혜진의 주변 인물
- 황은후 : 차소영 (35세) - 변호사, 춘일의 아내.

혜진의 친구이자 동네 변호사. 절친인 혜진이 사법시험에 도전조차 하지 않겠다고 했을 땐 학원에 가 사흘을 뜯어말렸을 정도로 혜진일이라면 발 벗고 나선다.
- 전석찬 : 금춘일 (42세) 역 - 주점 ‘야간비행’의 사장, 소영의 남편.

한때 사법고시에 도전했으나 시원하게 실패하고 변호사인 아내의 지지와 응원에 힘입어 술집을 열었다.

### 대치동 찬영고 사람들
- 김송일 : 표상섭 (47세) 역 - 찬영고 국어 교사

사범대를 졸업한 후 자존심 강한 국어교사로 20년 가까운 시간을 보냈다, 그렇다고 대놓고 사교육을 무시하지는 않는다. 아이가 좀 떨어지면 받을 수도 있는 거지. 그런데 시험문제 좀 이상하다고 학원강사가 학교를 찾아와? 이게 소위 대치동의 분위기라는 건가, 순간적으로 당황했고 그래서 이성을 잃고 실수하고 만다. 혜진과 팽팽한 대치 이후 공교육자로서 자신이 해야 할 일을 다시 떠올리고 각성하지만, 만만치 않은 현실의 벽에 부딪힌다. "공이건 사건 애들 대학은 보내야죠!" 사방에서 날아드는 화살에 정신을 못 차리겠다.
- 김나연 : 성하율 (17세) 역 - 찬영고 1

찬영고 1학년, 소심하고 눈물 많은 우등생. 엄마, 아빠가 자신의 입시 때문에 대치동에서 고생하능 것을 알고 있다. 그래서 어떠한 문제도 일으키지 않고 조용히 명문대에 입학해 엄마, 아빠를 자유롭게 해주고 싶다.
- 진가은 : 이예은 (17세) 역 - 찬영고 1

대치동에서 나고 자란 '찐 대치키드'. 명랑하고 단순하다.
- 박민수 : 이정수 (17세) 역 - 찬영고 1

맞벌이 부모님 밑에서 제법 어른스럽게 자란 반장.

### 대치동 희원고 사람들
- 차강윤 : 이시우 (17세) 역 - 희원고 1

대치동의 자율형사립고 '희원고등학교' 재학 중인 전교 1등, 국어를 다른 과목처럼 열심히 암기하고 또 암기하여 만점을 받지만 언제까지 암기로 국어를 감당할 수 있을까... 늘 자신을 불안하게 만드는 과목이 국어란 걸 안다. 노력하는 자는 즐기는 자를 따라올 수 없다는 이야기가 맘에 걸렸달까? 그런데 국어를 '친구를 사귀듯 천천히 다가간다' 라는 이 한마디로 자신감이 생긴다.

### 그 외 인물
- 윤슬 : 이현실 역 - 찬영고 기간제 교사
- 한누리 : 민지 역 - 혜진의 조교
- 김학선[1] : 찬영고 교사 역
- 한도이 : 찬영고 기간제 국어 교사 역
- 허정도 : 찬영고 교사 역
- 이찬희 : 희창 역
- 김선화 : 하율의 어머니 역
- 심하느리

## 시청률
최저 시청률과 최고 시청률은 시청률 조사회사와 지역별로 시청률에 차이가 있을 수 있습니다.
| 2024년 | 2024년   | 2024년         | 2024년       | 2024년 |
| 회차   | 방송일   | AGB 시청률     | AGB 시청률   |        |
| 회차   | 방송일   | 대한민국(전국) | 서울(수도권) |        |
| ------ | -------- | -------------- | ------------ | ------ |
| 제1회  | 5월 11일 | 5.169%         | 6.329%       |        |
| 제2회  | 5월 12일 | 5.150%         | 5.492%       |        |
| 제3회  | 5월 18일 | 3.010%         | 4.005%       |        |
| 제4회  | 5월 19일 | 4.805%         | 6.052%       |        |
| 제5회  | 5월 25일 | 4.231%         | 5.262%       |        |
| 제6회  | 5월 26일 | 4.897%         | 5.749%       |        |
| 제7회  | 6월 1일  | 4.117%         | 5.248%       |        |
| 제8회  | 6월 2일  | 4.322%         | 5.434%       |        |
| 제9회  | 6월 8일  | 3.175%         | 3.676%       |        |
| 제10회 | 6월 9일  | 4.173%         | 4.957%       |        |
| 제11회 | 6월 15일 | 3.369%         | 4.309%       |        |
| 제12회 | 6월 16일 | 4.790%         | 5.950%       |        |
| 제13회 | 6월 22일 | 3.614%         | 4.553%       |        |
| 제14회 | 6월 23일 | 5.192%         | 6.306%       |        |
| 제15회 | 6월 29일 | 3.940%         | 4.476%       |        |
| 제16회 | 6월 30일 | 6.596%         | 7.442%       |        |

## 참고 사항
- 당초 월화 드라마로 6월 경 편성이 예정되어 있었으나, 2024년 의료정책 추진 반대 집단행동으로 인해 tvN 측은〈언젠가는 슬기로울 전공의생활〉을 편성하려던 기존 계획을 엎고 〈눈물의 여왕〉 후속으로 방영을 확정했다.
- 5화부터는 드라마 자막 서비스를 시작한다.

## 같이 보기
- 대한민국의 텔레비전 드라마 목록 (ㅈ)
- 2024년 대한민국의 텔레비전 드라마 목록